# Karl Albrecht de Austria
Arhiducele Karl Albrecht de Austria-Teschen (Karl Albrecht Nikolaus Leo Gratianus von Österreich; 18 decembrie 1888 – 17 martie 1951).
A fost fiul cel mare al Arhiducelui Karl Stephen de Austria și a Arhiducesei Maria Theresia, Prințesă de Toscana.
1. ↑  , Gravar.se[*] http://gravar.se/forsamling/katolska-kyrkogarden-i-stockholm/katolska-kyrkogarden/0/xii/karl-albrecht-von-habsburg/?s=Zm9yc2FtbGluZz0wJmZvcm5hbW49JmVmdGVybmFtbj0mZm9kZWxzZWRhdHVtPSZkb2RzZGF0dW09MTk1MS0wMy0xNyZkb2RzZGF0dW1mcmFuPSZkb2RzZGF0dW10aWxsPSZvcnQ9Jnlya2U9Jm5hbW5fc29tX29naWZ0PSZncmF2bnVtbWVyPQ==, accesat în 1 martie 2017 Lipsește sau este vid: |title= (ajutor)
2. ↑  Norra begravningsplatsen: Kändisarna (în suedeză), accesat în 14 decembrie 2016